# わ!
『わ!』は、小島あきらによる日本の4コマ漫画。スクウェア・エニックスのウェブコミック配信サイト『ガンガンONLINE』にて2008年10月2日より連載。後に『月刊ガンガンJOKER』連載の同作者の『まなびや』の休載に伴い同誌へ移籍し、2009年11月号から2011年4月号まで連載された。また、2010年6月23日にフロンティアワークスよりドラマCDが発売されている。
江の島を臨む湘南海岸に立地する私立高天原学園（タカマノハラがくえん）高等部を舞台に、学生達の人間模様を描く。主要な登場人物全員が別々の人間に惹かれ合っており（美月→里子→鵠太→帝→大吾→勇魚→一心→美月）、関係が一周した「輪」になって繋がっている。繋がっていない2名（桜井、梅）を含めると、「わ」「！」という構図になり、タイトルを表す。
『月刊ガンガンJOKER』で創刊号より連載されていた『まなびや』と世界観を共有している。

## 登場人物
作中では人名の読み仮名は全て片仮名で表記されているため、本項でもそれに従って表記する。
高天原学園高等部の制服は、男子が学ラン・女子がセーラー服で、女子のタイの色は1年が赤、2年が緑である。これは『まなびや』においても同様である。
キャストはドラマCD版のもの。

### 女子生徒
朝霧 美月（アサギリ ミヅキ）
声 - 神田朱未
ボブカットヘアの女の子。1年。人間観察が趣味で、毎日1人をターゲットにして人間観察をしている。時に情報料と称して人間観察などで得た情報を売ったりしている。寮住まいで両親から月に2万円もらっているが、やたら無駄遣いするために貧乏。同性であるが、里子に好意を寄せている。兄弟はおらず、一人っ子。
菊川 勇魚（キクカワ イサナ）
声 - 藤田咲
ポニーテールの女の子。1年。生徒会副会長の扉に惚れている。里子とは親友の間柄。比較的常識人ではあるが、センスはかなりズレている。
椎名 里子（シイナ リコ）
声 - 矢作紗友里
杜若の幼馴染の女の子。1年。頭にリボンを結んでいる。杜若にとっては妹のような存在で、杜若を「お兄ちゃん」と呼び、慕っている。料理が得意で杜若によくお弁当を作ったりしている。その可愛らしい外見と家庭的な性格から、男子に人気がある。父親と一緒にパチスロに興じており、それで生計を立てている。パチスロで損をしたことはない。大家族らしい。
岩千鳥 帝（イワチドリ ミカド）
声 - 松岡由貴
生徒会長。『まなびや』にも登場する。気位が高く、ややツンデレ気味の女の子。2年。16歳でA型の天秤座。ロングヘアで前髪パッツン。「ですわ」口調で喋る。けっこう単純で照れ屋な性格。感情が高ぶると頭上にキノコ雲が爆発する。エロネタに弱い。立浪を意識している。
梅宮（ウメミヤ）
声 - 斎藤千和
ショートカットにアホ毛の女の子。他愛もない物事に疑問を持ち、相方の桜井に問いかける。
桜井（サクライ）
声 - 徳永愛
ツインテールの女の子。梅の疑問やツッコミに合いの手を入れる。

### 男子生徒
扉 一心（トビラ イッシン）
声 - 岸尾だいすけ
眼鏡をかけた男の子。2年。生徒会副会長を務めている。エロゲーオタクで、生徒会室で堂々とパソコンでエロゲーをプレイしていたりと、勤務態度は不真面目。SM好きで、特に縄縛りが好み。二次元の美少女にしか興味がないが、美月が同じ趣味であると思い込んでおり、ときめいている。
『まなびや』に登場する苧環三郎太とは親友である。
杜若 鵠太（カキツバタ コウタ）
声 - 下野紘
扉の友人の男の子。2年。ぶっきらぼうな性格。風紀委員。生徒会長の岩千鳥に惚れており、彼女の前では態度が変わる。里子とは幼馴染で、よく弁当を作ってくる彼女を子供扱いしており、彼女の想いには気付いていない。子供の頃、母親の趣味で女の子の服を着せられていて、髪も長かった。その反動で今でも実はかわいいものが好き。
立浪 大吾（タツナミ ダイゴ）
声 - 浅沼晋太郎
クールで無表情な男の子。1年。かつて「ザンギュラ」という名のミニチュアダックスを飼っていた。ふとした事から勇魚に想いを寄せるが、様々な不運が重なり勇魚からはあまりよく思われなくなってしまった。姉がいる。

### その他の登場人物
千両千尋（センリョウ チヒロ）
1年B組の担任教師。『まなびや』にも登場する。自らの女子高生時代を後悔しているフシがあり、生徒には「ほどよく学びほどよく遊べ」と教えている。まなびやの主要登場人物である生徒と付き合っている。
立浪大奈（タツナミ ダイナ）
立浪大吾の姉。17歳。同級生から「ハシモト」と呼ばれている。大吾とは別の高校に通っている。
椎名小町（シイナ コマチ）
里子の妹。12歳。芦原中学校1年。姉からは「コマちゃん」と呼ばれている。「まなびや」の主人公槙島武の義妹・霞とはクラスメート。
椎名都（シイナ ミヤコ）
里子と小町の母。ひきこもり。13歳で夫と出会い、14歳で里子を産んだ。この事実は小町に衝撃を与えた。
都の夫
里子と小町の父。元・詐欺師。18歳で都と出会う。ホストのような容姿で、授業参観すらホストクラブのような盛り上げ方をする。現在はパチプロ。

## 単行本
第1巻のみガンガンコミックスONLINE (GCO)、第2巻以降はガンガンコミックスJOKER (GCJ) より刊行。
1. 2009年10月22日初版 ISBN 978-4-7575-2700-3
2. 2010年6月22日初版 ISBN 978-4-7575-2911-3
3. 2011年6月22日初版 ISBN 978-4-7575-3267-0

## ドラマCD
フロンティアワークス FCCC-0176 2010年6月23日